# Mort d'Eric Garner
El 17 de juliol de 2014 Eric Garner va morir a Tompkinsville, a prop de Staten Island, Nova York, després que un oficial de policia el va estrangular, durant 19 segons, amb una pràctica prohibida des de 1993 pel Departament de Policia de Nova York (NYPD). Al principi Garnet havia estat abordat pel policia Justin Damico com a sospitós de vendre loosies (cigarrets de tabac sense els segells fiscals). Després que Garner hagués dit al policia que estava cansat de ser assetjat i que ell no estava venent cigarrets, els oficials van procedir a detenir-lo. Va ser llavors quan Daniel Pantaleo va entrar en escena agafant per darrere i amb els braços pel coll a Garner. Aquesta acció d'estrangulament es mostra en un vídeo que esdevingué viral a internet. En aquest se sent com Garner, rodejat de quatre agents diu fins a onze vegades I can't breathe («no puc respirar») Una hora després d'aquests fets Garner fou declarat mort en un hospital.
Els metges forenses van concloure que Garner havia estat assassinat per la «compressió del coll» durant la detenció, juntament amb la compression of his chest and prone positioning during physical restraint by police («compressió del pit i el decúbit durant la restricció física dels agents»), amb la confluència que patia asma bronquial, malalties cardiovasculars, obesitat i tenia la pressió arterial alta. A causa de la seva mort, els quatre tècnics sanitaris que l'assistiren foren suspesos sense paga el 21 de juliol. Els oficials Damico i Pantaleo foren recol·locats a fer feines d'oficina i a aquest darrer se li va prendre l'arma i la placa.
El 3 de desembre el gran jurat va decidir no acusar Pantaleo. Això va provocar protestes i manifestacions en les quals hi va haver episodis de violència policial que van ser notícia en diversos mitjans de comunicació. Eric Holder, el Fiscal General, va anunciar que el Departament de Justícia duria a terme una investigació independent, thorough, fair, and expeditious («independent, exhaustiva, justa i expeditiva») sobre la mort de Garner.

## Context

### Eric Garner
Eric Garner (15 de setembre de 1970 - 17 de juliol de 2014) havia treballat d'horticultor per al Departament de Parcs i Lleure de la ciutat de Nova York. Era un afroamericà que tenia 43 anys, feia 1,91 m d'alçada i pesava 160 quilos. Els seus amics l'havien descrit com a neighborhood peacemaker («veí pacífic») i generós, com una persona amigable. Era pare de sis fills i tenia tres nets. Garner havia estat arrestat anteriorment i estava sota fiança per haver venut cigarrets lliures d'impostos, conduir sense carnet i per possessió de marihuana. Tenia antecedents penals per més de 35 detencions policials des de la dècada de 1990 per càrrecs com assalt, resistència a l'arrest i robatori a gran escala. A més, diversos antecedents eren per la venda de cigarrets sense llicència.

### Daniel Pantaleo
Daniel Pantaleo és un oficial de policia blanc que tenia 29 anys i que vivia a Eltingville (Staten Island) en el moment de la mort de Garner. El seu pare havia estat bomber de Nova York i tenia un oncle oficial de policia del mateix cos. Es va graduar a la Monsignor Farrell High School i es va graduar al College of Staten Island. El 2006 va entrar al cos de la policia novaiorquesa. Pantaleo ja havia estat objecte de demandes contra els drets civils el 2013 en les quals els demandants l'havien acusat falsament d'haver abusat d'ells durant el seu arrest. Pantaleo i companys seus havien ordenat a dos homes negres que es despullessin al mig del carrer, però els càrrecs imputats no van ser acceptats.

## Mort
El 17 de juliol de 2014, Eric Garner fou abordat per Justin Damico, un policia que anava vestit de civil a Bay Street, 202 de Tompkinsville, a Staten Island. Després li va dir al policia: Get away [garbled] for what? Every time you see me, you want to mess with me. I'm tired of it. It stops today. Why would you...? Everyone standing here will tell you I didn't do nothing. I did not sell nothing. Because everytime you see me, you want to harass me. You want to stop me [garbled] Selling cigarettes. I'm minding my business, officer, I'm minding my business. Please just leave me alone. I told you the last time, please just leave me alone. («Vés-te'n,(il·legible) per què? Cada vegada que em veu vostè es vol posar amb mi. N'estic cansat. Això s'acaba avui. Per què vostè...? Tots els que estan presents li diran que no he fet res. Sempre que em veu, em vol assetjar. Vostè vol veure'm (il·legible) venent cigarrets. Estic pensant en les meves coses, agent, estic pensant en les meves coses. Si us plau, deixi'm en pau. Li ho vaig dir l'última vegada, si us plau, deixi'm sol»). Quan van intentar tenir contacte físic amb Garner, aquest va exclamar: Don't touch me, please («No em toquis, si us plau»). Després l'oficial Pantaleo li va agafar el coll des de darrere i el vídeo mostra com usa les mans per empènyer el seu cap cap el terra. L'ús d'aquesta clau està prohibida per la policia novaiorquesa des de 1993 a causa del seu efecte lesiu. Un cop a terra i envoltat per quatre agents, se sent com Garner, repetidament crida I can't breathe («No puc respirar»). Segons el Comissari Bill Bratton, es va demanar de seguida una ambulància amb la qual fou transportat a l'Hospital de la Universitat de Richmond. Mentre l'estaven traslladant va patir una aturada cardíaca i fou declarat mort una hora després a l'hospital. Hi ha un segon vídeo d'onze minuts i 9 segons gravat per un transeünt que demostra que Garret ja romania estirat a terra inconscient i amb les esposes posades durant diversos minuts abans que arribés l'ambulància. Els policies que rodegen el cos sense vida de Garner es limiten a aixecar-lo i tornar-lo a deixar al terra. Ramsey Orta, amic de Garner, va gravar l'incident.

## Després de la mort
Tres setmanes després de l'enregistrament de l'arrest del seu amic, Orta fou detingut per possessió d'armes. Al Sharpton va fer una declaració dient que la detenció d'aquest testimoni constituïa un conflicte d'interessos.

### Investigació judicial
El 20 de juliol a Daniel Pantaleo se li va retirar la pistola i la placa i va ser destinat a treballs d'oficina. Damico també fou emplaçat a fer feines d'oficina però va mantenir la pistola i la placa. Els quatre parametges i tècnics sanitaris de l'ambulància que el va atendre foren suspesos de sou el 21 de juliol, mentre l'hospital en què treballaven, el Richmond University Medical Center feia una investigació interna. Els dos parametges ja han retornat al treball.
L'oficina forense de Nova York va estimar que la mort de Garner havia estat resultat de la compressió del coll, del cos i del decúbit, amb la contribució de l'asma, les malalties coronàries i l'obesitat. No tenia danys a la tràquea ni als ossos del coll. L'1 d'agost, Julie Bolcer, la portaveu del forense, va dir que s'havia descartat que la mort de Garner fos un homicidi. A partir del 3 de desembre de 2014 el Departament de Justícia dels Estats Units posà en marxa una investigació oficial sobre la mort.
Un gran jurat es va reunir per escoltar les evidències abans de decidir si presentaria càrrecs contra Pantaleo. El 3 de desembre el Gran Jurat de Staten Island va decidir no presentar càrrecs contra l'oficial.

### Reaccions

#### De la societat
Al Sharpton va organitzar una protesta pacífica la tarda del 19 de juliol a Staten Island per tal de condemnar la utilització de la clau al coll per part de la policia utilitzant el lema «there is no justification» («no existeix cap justificació»).

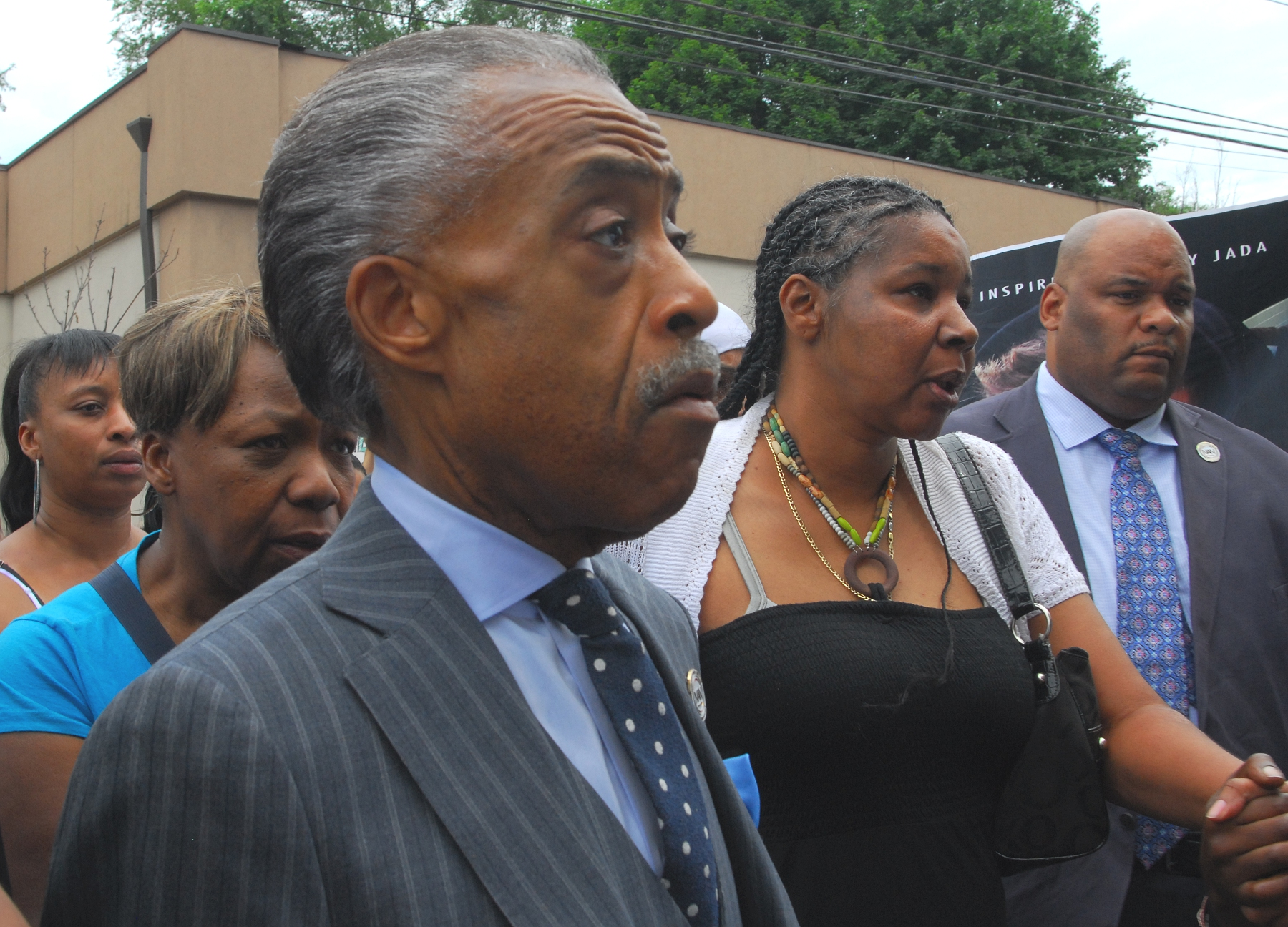
Al Sharpton i la dona d'Eric Garner, Esaw Garner, en una manifestació a Staten Island el 19 de juliol de 2014

El 29 de juliol WalkRunFly Productions i el poeta Daniel J. Watts van organitzar una manifestació. Aquesta protesta es va fer llegint poesies i hi van participar artistes de Broadway. Al Sharpton al principi havia previst conduir una manifestació en la que els participants, des del lloc en què van passar els fets, travessessin el pont Verrazano-Narrows per anar fins a l'oficina del Fiscal del districte, M. Donovan, Jr. En lloc d'això, Sharpton va organitzar una marxa pacífica a Staten Island seguint el Bay street, el carrer a on va morir Garner. La policia va estimar que hi havien participat unes 2.500 persones.
El 3 de desembre, després que el Gran Jurat de Staten Island decidís no imputar a Pantaleo, hi va haver manifestacions a Nova York i San Francisco en les que hi va haver moltes simulacions de morts. El 5 de desembre a Boston hi va haver una manifestació amb milers de participants. També hi va haver manifestacions a Chicago, Washington DC, Baltimore, Minneapolis i Atlanta. A les manifestacions de Nova York del 4 i 5 de desembre hi van haver més de 300 persones arrestades per càrrecs de conducta desordenada i dues persones van ser detingudes per atacar a la policia. El 6 de desembre hi va haver una manifestació amb 6.300 protestants a Berkeley. El 10 de desembre hi van haver 76 manifestants arrestats en una manifestació solidària a West London, Anglaterra.
Segons la periodista i filòsofa Carolin Emcke, el moment més impressionant i amarg del vídeo d'Eric Garner no és en el que pronumcia la frase «I can't breathe», sinó quan Garner, abans que els agents l'agredeixin, diu «It stops today» («Ja n'hi ha prou»), deixant clar que oposa resistència per a interrompre «la llarga història de la por negra al terror policial blanc».

#### D'atletes professionals
Després de la decisió de no imputar a Pantaleo hi va haver molts esportistes professionals que es van vestir amb samarretes amb el lema «I can't breathe» com a forma de protesta. Per exemple ho van fer Reggie Bush, LeBron James, Kyrie Irving, i Deron Williams.

#### Dels polítics
Peter T. King diputat per Nova York al Congrés dels Estats Units va afirmar que si Eric Garner hagués estat sa no s'hauria mort i que no es podia afirmar que hi hagués un problema racial perquè el policia hagués fet el mateix amb un home blanc.
Bill de Blasio, alcalde de Nova York, va dir que la mort de Garner havia estat una «tragèdia terrible». El 31 de juliol, en una taula rodona sobre el cas, De Blasio es va reunir amb policies i activistes polítics. L'1 d'agost va emetre un comunicat en el que instava a totes les parts perquè arribessin a un acord perquè la comunitat a la que estava protegint la policia cregués en la institució. Andrew Cuomo, Governador de l'Estat de Nova York va manifestar que seria bo que l'estat nomenés un fiscal especial per a lluitar contra la brutalitat policial. Eric Holder, Fiscal General dels Estats Units, va dir que el Departament de Justícia dels Estats Units monitoritzaria de prop la investigació sobre el cas.
El President Barack Obama, després de la decisió del Gran Jurat, va llegir un comunicat afirmant que la mort de Garner i la resolució judicial del cas era un «problema americà». També va afirmar que la mort de Garner «parla dels temes més importants sobre la confiança entre els policies i els civils». L'antic president George Walker Bush va afirmar que era molt «difícil comprendre» la decisió judicial i que estava «molt enfadat».

#### De la policia
El comissari William Bratton va ordenar una revisió profunda dels procediments dels entrenaments de la NYPD, sobretot en els de la detenció d'un sospitós. Patrick Linch, líder de l'associació Patrolmen's Benevolent Association va posar en dubte que s'hagués utilitzat la clau homicida. Els dirigents sindicals policíacs i l'advocat de Pantaleo van argumentar que aquest no havia usat la clau, si no que havia utilitzat un moviment de tirar-lo a terra perquè Garner s'estava resistint.

#### De la família
Erica Garner, la seva filla va afirmar en una entrevista a la CNN que creia que el que va provocar l'estrangulament del seu pare havia estat més l'orgull que no pas el racisme.

### Funeral
El funeral de Garner es va celebrar a l'església baptista de Bethel, a Brooklyn el 23 de juliol de 2014. Al Sharpton hi va pronunciar un discurs en el que demanava accions punitives més severes, contra els funcionaris responsables de la mort de Garner per estrangulament.